# UFC 120
UFC 120: Bisping vs. Akiyama（ユーエフシー・ワントゥエンティ：ビスピン・バーサス・アキヤマ）は、アメリカ合衆国の総合格闘技団体「UFC」の大会の一つ。2010年10月16日、イングランド・ロンドンのO2アリーナで開催された。
イギリスでの開催ということもあり、全試合イギリスを始めとしたヨーロッパの選手 vs. ヨーロッパ以外の選手というラインナップになった。

## 大会概要
大会タイトル「Bisping vs. Akiyama」の通り、メインイベントではマイケル・ビスピンと秋山成勲によるミドル級戦が行われた。
プロデビュー以来14連勝中であったジョン・ハザウェイはマイク・パイルに0-3の判定負けを喫し、初黒星を喫した。
キャリア10戦全勝のポール・サスがUFCデビュー。

## 試合結果

### プレリミナリィカード
第1試合 ライトヘビー級 5分3R
○  ファビオ・マルドナード vs.  ジェームス・マクスウィーニー ×
3R 0:48 TKO（レフェリーストップ：スタンドパンチ連打）
第2試合 ライト級 5分3R
○  スペンサー・フィッシャー vs.  カート・ウォーバートン ×
3R終了 判定3-0（29-28、29-28、29-28）
第3試合 ライト級 5分3R
○  ポール・サス vs.  マーク・ホルスト ×
1R 4:45 三角絞め
第4試合 ヘビー級 5分3R
○  ロブ・ブロートン vs.  ヴィニシウス・ケイロス ×
3R 1:43 チョークスリーパー
第5試合 ライトヘビー級 5分3R
○  アレクサンダー・グスタフソン vs.  シリル・ディアバテ ×
2R 2:41 チョークスリーパー

### メインカード
第6試合 ウェルター級 5分3R
○  クロード・パトリック vs.  ジェームス・ウィルクス ×
3R終了 判定3-0（30-27、30-27、30-27）
第7試合 ヘビー級 5分3R
△  シーク・コンゴ vs.  トラヴィス・ブラウン △
3R終了 判定0-0（28-28、28-28、28-28）
第8試合 ウェルター級 5分3R
○  マイク・パイル vs.  ジョン・ハザウェイ ×
3R終了 判定3-0（30-27、30-27、30-27）
第9試合 ウェルター級 5分3R
○  カーロス・コンディット vs.  ダン・ハーディー ×
1R 4:27 KO（左フック）
第10試合 ミドル級 5分3R
○  マイケル・ビスピン vs.  秋山成勲 ×
3R終了 判定3-0（30-27、30-27、30-27）

### 各賞
ファイト・オブ・ザ・ナイト：マイケル・ビスピン vs. 秋山成勲
ノックアウト・オブ・ザ・ナイト：カーロス・コンディット
サブミッション・オブ・ザ・ナイト：ポール・サス
各選手にはボーナスとして60,000ドルが支給された。